# 伊吉書院

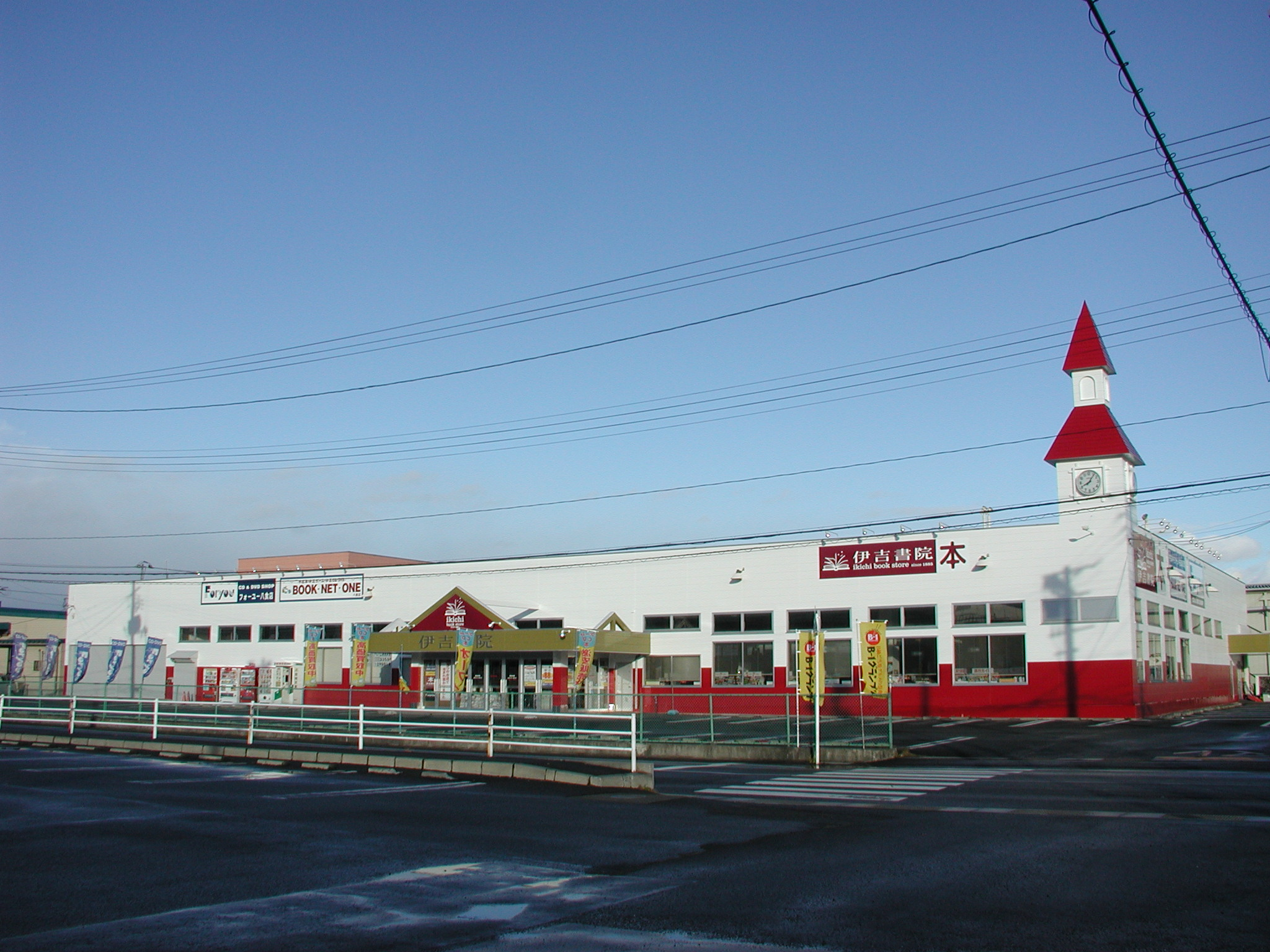
伊吉書院 西店（2008年12月）

合資会社伊吉書院（いきちしょいん）は、青森県八戸市に本社を置く、書籍・文具販売およびOA機器販売会社である。

## 概要
伊吉書院は、八戸市内で2店舗を展開している書店である。1885年（明治18年）に創業した東北地方で最も古い書店。また、同社は青森県内などの郷土史も出版している。創業者は伊藤吉太郎（1851〜1932）。

## 沿革
- 1885年（明治18年）：伊藤吉太郎が書肆伊吉商店を創業（書肆（しょし）＝本屋）
  - 当時、伊藤氏は私財で小学校へ書籍の寄付や巡回文庫を創設した。
- 1893年（明治26年）：活版印刷業を営む（八戸初）。
  - この頃書籍、広告印刷、出版業の他、楽器、洋酒、洋品などを扱っていた。
- 1924年（大正13年）：八戸大火で被災し、八戸市三日町に店舗を移転。
- 1945年（昭和20年）頃：終戦後の金融危機で倒産。
- 1948年（昭和23年）：合資会社伊吉書院として法人化。
- 1994年（平成6年）：類家店オープン[1]
- 1996年（平成8年）：西店オープン[1]
- 1999年（平成11年）：旭ヶ丘店オープン[1]
- 1999年（平成11年）：城下店を閉店
- 2003年（平成15年）：三日町店閉店[2]
- 2015年（平成27年）：盛岡サンサ店オープン[1]
- 2016年（平成28年）8月14日：旭ヶ丘店を閉店
- 2021年（令和3年）4月4日：盛岡サンサ店を閉店

## 店舗
- 全店「e-honクラブ」に加盟しており、事前に会員登録すれば店頭展示販売されていない書籍やCD/BD/DVDソフトを自宅から最も近い店舗で受け取り可能（入会金・年会費は無料。宅配受け取りにも対応）。

### 青森県
- 西店

〒039-1161　八戸市河原木字神才6番地3　八食パワーズ内
- 類家店

〒031-0004　八戸市南類家1丁目3番1号

### 閉店した店舗
- 城下店（青森県八戸市 1999年9月頃に閉店）
- 三日町店（八戸市 2003年5月5日に閉店[2]）
- 旭ヶ丘店（八戸市新井田 2016年8月14日に閉店）
- 盛岡サンサ店（岩手県盛岡市津志田西 2021年4月4日に閉店）

## その他書店チェーン
- 成田本店 - 青森市に本社を置く老舗書店チェーン。
- 東山堂 - 岩手県盛岡市に本社を置く老舗書店・楽器店・音楽教室チェーン。
- さわや書店 - 岩手県盛岡市に本社を置く老舗書店チェーン。